# Marta Baizán
Pilar Baizán Carretero (Tetuán, Marruecos, 1947) más conocida como Marta Baizán, es una actriz y cantante española.

## Biografía
Pilar Baizán Carretero nació en Tetuán, Marruecos en 1947. A principios de los años 60 ella y su familia se establecen en Madrid. El principal motivo del traslado son los estudios universitarios de su hermano mayor, Luis Enrique. En 1962 Luis, entra como batería en el grupo Los Flaps. Esta circunstancia le permite a Marta entrar en el mundo de la música. En 1964, graba su primer disco titulado: "Hoy he sabido / Se de un lugar / No lo puedo explicar / Pobre soñador" con el sello discográfico Columbia. En el año siguiente graba un EP titulado:  “Seré Como Quieras Tú / Mi Buen Amigo / Yo te Recuerdo / Mi Chico eres Tú”. Cada vez se hace más popular y ese mismo año consigue su propio programa radiofónico "La hora de Marta" destinado al público juvenil. Entonces algunos años después en 1966 cambia de sello discográfico con Sonoplay, grabando el disco: “Te Veré en septiembre / Cuando Vuelva Abril / Ven con Nosotros / Tú ya no Existes para Mí”.
En cuanto al cine, en 1965 debuta en la película Tres gorriones y pico, dirigida por el director Antonio del Amo. En el año 1967, consigue un papel más protagonista en la película Los chicos del Preu, acompañada de Karina y Camilo Sesto y dirigida por Pedro Lazaga. En 1970, hace un pequeño papel en la película Verano 70, en la que también se encargó de la banda sonora con las canciones: "Don José" y "El despertar de tu amor". Pero es en el año 1971 cuando consigue un papel protagonista en la película Hay que educar a papá, acompañada de Paco Martínez Soria. En ese mismo año protagoniza la película El vendedor de ilusiones, dirigida por José María Zabalza, interpretando a una vendedora ilusionada.

## Filmografía

### Cine
| Año  | Título                     | Papel                    | Director           |
| ---- | -------------------------- | ------------------------ | ------------------ |
| 1965 | Tres gorriones y pico      | ?                        | Antonio del Amo    |
| 1965 | La familia y... uno más    | Chica pija               | Fernando Palacios  |
| 1966 | La ciudad no es para mí    | Belén                    | Pedro Lazaga       |
| 1966 | Nuevo en esta plaza        | Cristina                 | Pedro Lazaga       |
| 1967 | Los chicos del Preu        | Mercedes Morales Serrano | Pedro Lazaga       |
| 1970 | Verano 70                  | Cuca                     | Pedro Lazaga       |
| 1971 | Hay que educar a papá      | Julia Paredes            | Pedro Lazaga       |
| 1971 | El vendedor de ilusiones   | Vendedora ilusionada     | José María Zabalza |
| 1972 | Experiencia prematrimonial | Compañera de Alejandra   | Pedro Masó         |

## Discografía
- Hoy he sabido / Se de un lugar/ No lo puedo explicar / Pobre soñador (Columbia, 1964)
- Seré Como Quieras Tú / Mi Buen Amigo / Yo te Recuerdo / Mi Chico eres Tú (Columbia, 1965)
- Te Veré en septiembre / Cuando Vuelva Abril / Ven con Nosotros / Ya no Existes Para Mí (Sonoplay , 1966)
- Los Grandes Cantan Para los Pequeños (Sonoplay , 1966)
- My Sweet Lord / San Bernardino (Marfer , 1970)